# (500442) 2012 TP171
(500442) 2012 TP171 es un asteroide perteneciente al cinturón de asteroides, descubierto el 7 de noviembre de 2007 por el equipo del Spacewatch desde el Observatorio Nacional de Kitt Peak, Arizona, Estados Unidos.

## Designación y nombre
Designado provisionalmente como 2012 TP171.

## Características orbitales
2012 TP171 está situado a una distancia media del Sol de 3,114 ua, pudiendo alejarse hasta 3,557 ua y acercarse hasta 2,670 ua. Su excentricidad es 0,142 y la inclinación orbital 4,443 grados. Emplea 2007,33 días en completar una órbita alrededor del Sol.
Los próximos acercamientos a la órbita de Júpiter se producirán el 3 de mayo de 2065, el 16 de julio de 2075 y el 20 de junio de 2147, entre otros.

## Características físicas
La magnitud absoluta de 2012 TP171 es 16,5.